# Церковь Святого Иосифа (Мана)
Церковь Святого Иосифа (фр. Église Saint-Joseph) — приходской храм епархии Кайенны Римско-католической церкви в городе Мана, в заморском департаменте Французская Гвиана, во Франции. Исторический памятник.

## История
Церковь Святого Иосифа в Мане, как и сама коммуна, была основана блаженной Анной Марией Жавуэ, основательницей и первой генеральной настоятельницей Конгрегации Клюнийских Сестёр Святого Иосифа. Впервые она пребыла в Гвиану 10 августа 1828 года. Прибыв на место будущей коммуны для бывших чернокожих рабов, первым делом построила первую часовню.
В декабре 1829 года была построена вторая часовня, просторней первой. В 1838 году, по просьбе правительства Франции, блаженная Анна Мария Жавуэ, помогла устроиться в Мане 500 бывшим рабам. Население коммуны выросло. Возникла необходимость в строительстве храма.
Строительство церкви началось только в 1840 году и длилось с января по декабрь. Тогда же в Мане был построен дом для монахинь. В сентябре 1841 года храм был освящён апостольским префектом Гвианы в честь святого Иосифа Обручника, патрона Конгрегации Клюнийских Сестёр Святого Иосифа.
В 1909 году храм так обветшал, что власти думали снести его и построить новый. Этому воспротивились местные жители. Они требовали сохранить церковь, в строительстве которой участвовала сама основательница Маны. Приглашённый инженер подтвердил сохранность фундамента, и церковь была полностью отреставрирована.
12 июня 1989 года церковь Святого Иосифа в Мане получила статус исторического памятника Франции. Она является одной из достопримечательностей Французской Гвианы.

## Описание
Прямоугольный в плане деревянный храм построен по типу базилики с усечённой апсидой. Имеет неф и хоры. Над входом в небольшой нише находится статуя святого Иосифа Обручника. Там же на западе возвышается большая квадратная башня, увенчанная шпилем с крестом. В 1940—1945 годах группа осужденных впервые покрасила церковь в голубой цвет.
Внутри церкви стены и потолок также покрашены в светло-голубой цвет. Интерьер храма скромный. Главный алтарь и два боковых алтаря сделаны из красного дерева. По сторонам между главным и боковыми алтарями стоят статуи Пресвятой Девы Марии и святого Иосифа Обручника.
Перед храмом установлен бюст блаженной Анны Марии Жавуэ с надписью: «Анна Мария Жавуэ (1779–1851). Она была для Маны основательницей и матерью (1828–1843)».